# Universidad del Pireo
La Universidad del Pireo (en griego: Πανεπιστήμιο Πειραιώς) es localizada en la ciudad del  Pireo, en Grecia.
Fue creada en 1938 con el nombre de “Escuela de Estudios Industriales”. Fue renombrada con su nombre actual en 1989.
Tiene 7 departamentos: Economía, Gestión, Estadística y Ciencia del Seguro, Gestión Financiera y Banking, Gestión Industrial, Estudios Marinos, Informática, Tecnología de la Educación.